# SQLAlchemy
SQLAlchemy – otwartoźródłowa biblioteka programistyczna napisana w języku programowania Python i służąca do pracy z bazami danych oraz mapowania obiektowo-relacyjnego.
Biblioteka składa się z dwóch odrębnych komponentów: Core oraz ORM.
Wspiera takie bazy danych jak: Firebird, Microsoft SQL Server, MySQL, Oracle, PostgreSQL, SQLite oraz Sybase.
Z SQLAlchemy korzystają m.in.: Fedora Project, Freshbooks, Fundacja Mozilla, OpenStack, reddit, SurveyMonkey oraz Yelp.